# Демонстративне споживання
Демонстративне або показне споживання, у просторіччі понти — придбання товарів та послуг головним чином з метою відображення доходів або багатства. З погляду демонстративного споживача, така поведінка є засобом досягнення або підтримки певного соціального статусу.
Крім того, існує більш спеціалізований термін «Invidious consumption», що позначає споживання з умисною метою викликати почуття заздрості.

## Історія та еволюція терміна

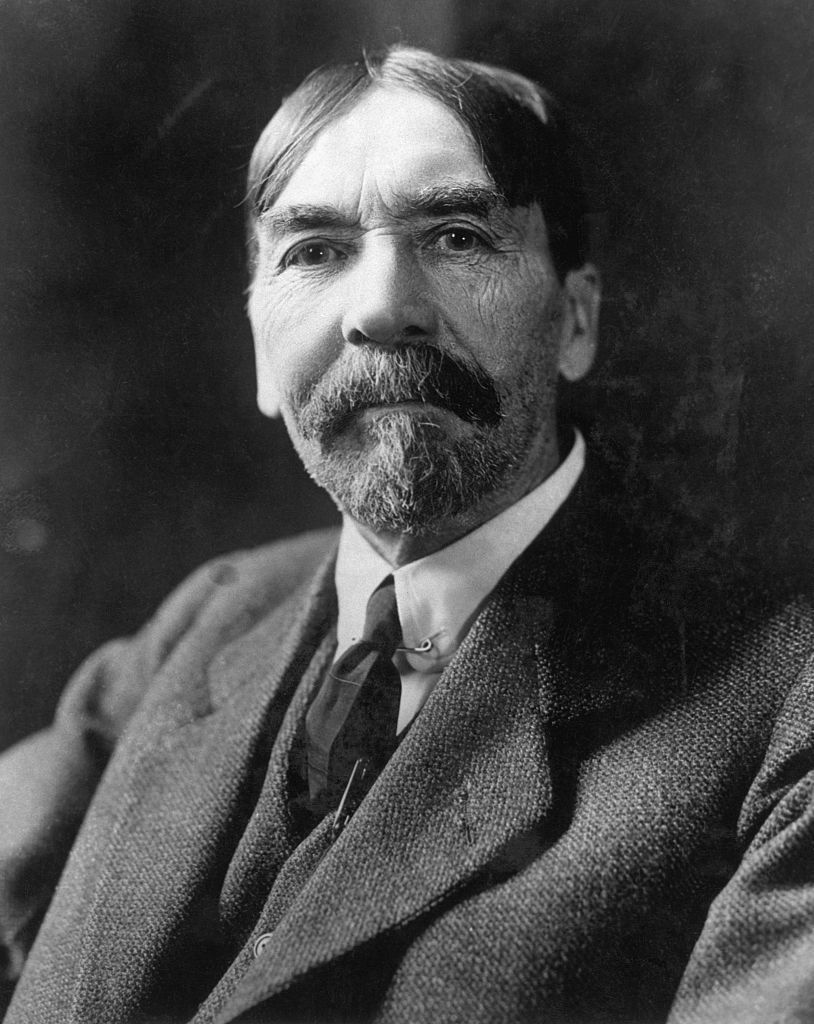
Соціолог та економіст Торстейн Веблен, який ввів термін «демонстративне споживання»

Термін «демонстративне споживання» був введений економістом і соціологом Торстейн Вебленом у книзі «Теорія дозвільного класу». Веблен використовував цей термін для опису особливостей поведінки нуворишів — класу, що виділився в XIX столітті в результаті акумулювання капіталу під час другої промислової революції. У цьому контексті застосування терміна звужувалося до членів вищого класу, які використовували своє величезне багатство для декларації своєї соціальної влади, реальної чи уявної.